# Беттинелли, Андреа
Андреа Беттинелли (итал. Andrea Bettinelli; род. 6 октября 1978, Бергамо, Ломбардия) — итальянский легкоатлет, специалист по прыжкам в высоту. Выступал на профессиональном уровне в 1998—2017 годах, многократный победитель и призёр первенств национального значения, участник летних Олимпийских игр в Пекине.

## Биография
Андреа Беттинелли родился 6 октября 1978 года в Бергамо, Ломбардия.
Успешно выступал на юниорских и молодёжных соревнованиях национального уровня с 1998 года.
В 1999 году вошёл в состав итальянской сборной и выступил в прыжках в высоту на молодёжном европейском первенстве в Гётеборге.
В 2002 году прыгал в высоту на чемпионате Европы в помещении в Вене и на чемпионате Европы в Мюнхене, во втором случае занял итоговое девятое место.
В 2003 году выиграл зимний и летний чемпионаты Италии в прыжках в высоту, при этом на турнире в Риети установил свой личный рекорд на открытом стадионе — 2,31 метра. Также участвовал в чемпионате мира в помещении в Бирмингеме и чемпионате мира в Париже, но в финал не вышел.
В 2004 году отметился выступлением на чемпионате мира в помещении в Будапеште, вновь стал чемпионом Италии в помещении.
В 2005 году стал шестым на чемпионате Европы в помещении в Мадриде, выступил на чемпионате мира в Хельсинки.
В 2006 году занял второе место на Кубке Европы в помещении в Льевене, 11-е место на чемпионате Европы в Гётеборге.
В 2007 году был пятым на чемпионате Европы в помещении в Бирмингеме, принял участие в чемпионате мира в Осаке.
В 2008 году среди прочего показал второй результат на Кубке Европы в Анси. Благодаря череде удачных выступлений удостоился права защищать честь страны на летних Олимпийских играх в Пекине — на предварительном квалификационном этапе прыгнул на 2,25 метра, чего оказалось недостаточно для выхода в финал.
В 2009 году прыгал в высоту на домашнем чемпионате Европы в помещении в Турине, был восьмым на командном чемпионате Европы в Лейрии.
В 2011 году показал девятый результат на Всемирных военных играх в Рио-де-Жанейро.
Завершил спортивную карьеру по окончании сезона 2017 года.